# Episodi di Being Human (serie televisiva 2009) (seconda stagione)
La seconda stagione di Being Human è andata in onda nel Regno Unito sul canale BBC Three dal 10 gennaio al 28 febbraio 2010.
In Italia è stata trasmessa dal 23 aprile al 14 maggio 2010 sul canale pay Steel, della piattaforma Mediaset Premium; in chiaro è stata trasmessa dal 15 al 24 gennaio 2013 su Rai 4.
Inizialmente. nel Regno Unito, gli episodi sono stati trasmessi senza titolo e così è avvenuto anche per la trasmissione italiana della stagione; tuttavia i titoli in inglese sono stati poi comunicati all'inizio del 2012.
| nº | Titolo originale            | Titolo italiano | Prima TV Regno Unito | Prima TV Italia |
| -- | --------------------------- | --------------- | -------------------- | --------------- |
| 1  | Cure and Contagion          | Episodio 1      | 10 gennaio 2010      | 23 aprile 2010  |
| 2  | Serve God, Love Me and Mend | Episodio 2      | 17 gennaio 2010      | 23 aprile 2010  |
| 3  | Long Live the King          | Episodio 3      | 24 gennaio 2010      | 30 aprile 2010  |
| 4  | Educating Creature          | Episodio 4      | 31 gennaio 2010      | 30 aprile 2010  |
| 5  | The Looking Glass           | Episodio 5      | 7 febbraio 2010      | 7 maggio 2010   |
| 6  | In the Morning              | Episodio 6      | 14 febbraio 2010     | 7 maggio 2010   |
| 7  | Damage                      | Episodio 7      | 21 febbraio 2010     | 14 maggio 2010  |
| 8  | All God's Children          | Episodio 8      | 28 febbraio 2010     | 14 maggio 2010  |

## Episodio 1
- Diretto da: Colin Teague
- Scritto da: Toby Whithouse

### Trama
Mitchell e George sono seduti in un pub a discutere del comportamento di Nina quando George esce prima di Mitchell. Uscito, George sente la voce di una donna che chiede aiuto. Subito vi si precipita ma poi scopre essere una trappola di due vampiri che cominciano a picchiarlo. Subito interviene Mitchell che riconosce i due vampiri (Ivan e Daisy) che fuggono. George però decide di seguirli, appoggiato dall'amico. Li seguono e Mitchell si trova a un faccia a faccia con Ivan il quale gli dice di essere tornato per assistere a quello che accadrà dopo la morte di Herrick; George ha un faccia a faccia con Daisy la quale lo seduce. Intanto a casa, Nina si confida con Annie mostrandole il graffio che George le ha fatto la notte dello scontro con Herrick. Annie così capisce che la tensione che si è creata tra Nina e George è dovuta alla paura di quest'ultima di essere diventata un lupo mannaro. L'indomani, Annie comunica a George e Mitchell di voler lavorare al pub dietro l'angolo, il New Found Out, trovando però i due amici in disappunto. Nonostante ciò, Annie si reca al pub dove Hugh, il proprietario, la prende a lavorare. Come primo cliente entra Soul, con il quale Annie instaura immediatamente un buon rapporto. Nel mentre in ospedale, Mitchell ripensa alle parole di George il quale gli aveva detto che lui non aveva uno scopo, si sentiva vuoto e proprio per questo motivo cerca d'instaurare un rapporto con Lucy, una dottoressa. La sera, con la luna piena, Nina, accompagnata da Annie ha la sua prima trasformazione e l'indomani, quando torna a casa, trova Mitchell all'ingresso capendo che lui sapeva il suo segreto e lo incolpa perché fu lui a spingere l'amico a vivere la sua vita. Mentre George, come al suo solito, si reca nel bosco per poi risvegliarsi l'indomani vicino a un cervo morto e trova a osservarlo Daisy con la quale, però, questa volta copulerà sotto gli occhi di Ivan. Tornato a casa, trova una Nina sempre più scontrosa e lontana tanto da accusarla di avere una relazione con Mitchell. La ragazza, stanca delle accuse rivela il suo segreto a George, che sconvolto da quello che le ha fatto la lascia sola a piangere e se ne va. Sempre durante la sera della Luna piena, Kemp, l'uomo visto in precedenza a parlare con Owen, aiutato da Lloyd cerca di aiutare un ragazzo lupo mannaro a non trasformarsi, tentativo che però si rivelerà nullo. Il giorno dopo, George evita Nina e vede Daisy aggirarsi per i corridoi dell'ospedale e la segue arrivando nella stanza di una paziente. Daisy confessa che quella donna è sua figlia e che vuole ucciderla. Successivamente George chiede scusa ad Nina che lo perdona. Nel mentre Mitchell continua a parlare con Lucy nel tentativo d'instaurarci un rapporto. Il pomeriggio a casa George, Nina e Mitchell conoscono Soul, portato all'appartamento da Annie. Mentre sono in casa bussano alla porta dicendo di dover controllare una fuga di gas nel quartiere costringendo tutti a uscire dalle proprie abitazioni: Annie, sotto consiglio di Mitchell, ne approfitta per portare e offrire tè e caffè a tutto il vicinato. Intanto in casa si vede Kemp che fa instaurare delle cimici per spiare i tre.

## Episodio 2
- Diretto da: Colin Teague
- Scritto da: Toby Whithouse

### Trama
L'episodio si apre con un flashback di vita di Mitchell che a casa con Carl, un vampiro, sta cercando di ripulirsi dal sangue umano. Tornando al presente, Mitchell è in ospedale con Lucy quando arriva un cadavere: è Dan, il compagno, umano, di Carl. Il cadavere, esaminato da Lucy, mostra i classici segnali di morte causata da vampiro che, ovviamente non vengono riconosciuti dalla donna. Intanto, Annie al lavoro continua a frequentare Soul, il quale tornato a casa ha una strana visione dalla tv: il conduttore di una trasmissione gli parla dicendogli di provarci con Annie. Intanto George, si prende cura di Nina e dice ad Annie di stare attenta al suo comportamento in quanto ha due spasimanti: Soul e Hugh. Tornato a casa turbato dalla morte di Dan, Mitchell trova Carl ad aspettarlo e decide di aiutarlo a fuggire ora che anche il coroner Quin, loro amico, ha deciso di non aiutare più i vampiri. Così, grazie anche all'aiuto di George e di Ivan, Mitchell riesce a far fuggire Carl. Questo fatto però creerà un nuovo scontro tra Nina e George. Intanto, al pub, Soul si confida con Annie dicendogli che ha rischiato di morire in un incidente, fatto che colpisce molto Annie. La ragazza, successivamente, gli chiederà di uscire. All'appuntamento sembra andare tutto bene fino a quando Soul, portata Annie a casa sua, le salta addosso spaventando la ragazza che, usando i suoi poteri, svanisce. A casa Annie racconta tutto a George e Mitchell, il quale si arrabbia molto. Nel mentre, George ha un incontro con Ivan, il quale vuole sapere tutti i dettagli dello scontro tra lui ed Herrick. A casa, Annie rimane sola e a trovarla si reca Hugh. I due cominciano a parlare e la ragazza capisce che George aveva ragione: Hugh è innamorato di lei e anche la stessa Annie si scopre interessata a lui, tanto che i due si baciano. Subito dopo però, Annie corre in ospedale dove c'è George ad aspettarla: Soul ha avuto un incidente ed è in gravi condizioni. Mentre George va a parlare con Nina, Annie rimane in camera sola con Soul il quale improvvisamente muore. Non appena appare lo spirito di Soul, appare anche la porta della Morte e subito lo stereo comincia a parlare: sono le voci dall'aldilà che comunicano ad Annie che l'incontro con Soul è stato tutto escogitato per riportarla dalla parte dei defunti. Comincia così una lotta tra Annie che non vuole assolutamente attraversare la porta e Soul che invece, spinto dalle voci della radio, ce la vuole portare. Annie comincia ad urlare e George da fuori la porta non riesce ad entrare. Soul sta per compiere il suo dovere quando ci ripensa e lascia andare Annie, e in quel momento riesce ad entrare anche George. L'indomani, Mitchell è nel salotto quando vede Nina che sta andando via, per sempre. Nonostante cerchi di fermarla, la ragazza, dopo aver lasciato una lettera a George, se ne va per sempre. Mentre è sola a riflettere su un ponte, le se avvicina Kemp che è a conoscenza del suo segreto. Annie sta per andare al lavoro quando vede Hugh, lo chiama ma lui non la sente. Giunta al pub, comincia a parlare con il ragazzo il quale però non le risponde. Poco dopo Annie si renderà conto che di nuovo è diventata invisibile agli occhi degli umani.

## Episodio 3
- Diretto da: Colin Teague
- Scritto da: Lucy Catherine

### Trama
Bristol, 1665: degli uomini, nascosti nei sotterranei, vengono scovati dalla polizia del momento e, accusati di stregoneria, eresia, di essere portatori di malattie, di essere in contatto con Satana, vengono puniti: tenuti fermi, con un masso vengono spaccati loro i denti e poi la testa, la quale successivamente verrà tagliata.
Presente: una ragazza sta facendo jogging quando vede due corpi dilaniati sul ciglio della strada. Poco dopo, questi due corpi vengono portati in ospedale dove Mitchell capisce subito che è opera di un vampiro. A casa, George è ancora distrutto per l'abbandono di Nina e Annie decide allora di aiutarlo per riprendersi. Alla porta, bussa Hugh che sta cercando la ragazza e, parlando, scoprono che tempo prima era stato lasciato da Kirstie. Annie decide allora di aiutarlo per farlo tornare con la sua ex, e per farlo, chiede appoggio a George. Intanto Mitchell decide di radunare tutti i vampiri della città e, dopo aver incontrato il capo della polizia riesce a raggiungere un nuovo accordo. La sera, riuniti tutti alla vecchia chiesa, compresa Daisy, Mitchell dice a tutti che nessuno dovrà più cacciare umani e quindi nutrirsi altrimenti lui li ucciderà. A casa, Mitchell, George e Annie cominciano a parlare e, in un modo un po' bizzarro riescono a sfogarsi. L'indomani, uno dei vampiri è al centro commerciale dove vede delle ragazze che si stanno approfittando di un'altra coetanea. Poco dopo, in un vicolo, quello stesso vampiro sotto gli occhi della ragazza uccide le altre due. Annie, ormai invisibile, va con George al pub di Hugh dove, sotto consiglio dell'amica lo fa parlare di Kirstie e, successivamente però, i due ragazzi si trovano molto d'accordo su diversi punti e decidono di uscire insieme. Annie e George decidono di andare da Kirstie la quale però è molto triste. Intanto in ospedale dove la ragazza aggredita è morta, il ragazzo si sveglia e confessa alla dottoressa Lucy che è stato attaccato da un vampiro. La donna dopo, parla con Mitchell al quale racconta tutto. Mitchell allora, dopo aver ricevuto dal capo della polizia un pacchetto, va a parlare con il coroner il quale non è incline ad una nuova collaborazione, costringendo Mitchell a dargli quel pacchetto: aprendolo, l'uomo vede delle foto dei nipoti, trovandosi così costretto a collaborare con i vampiri e dice a Mitchell delle nuove vittime. Infuriato, Mitchell torna alla chiesa dove scopre il colpevole. L'indomani, ecco che l'agenzia di pompe funebri viene nuovamente aperta e la colpevole delle uccisioni viene giustiziata, come accadeva nel 1665. Mitchell ora viene onorato come il nuovo re e tutti ora tenteranno di seguire la nuova dieta. Intanto in ospedale, il capo della polizia ha incaricato un suo uomo di uccidere il ragazzo così che non possa parlare, cosa che però insospettisce molto la Dottoressa Lucy. A casa, George e Annie elaborano un piano per mostrare a Kirstie quanto Hugh sia speciale: George invita la ragazza al cinema a vedere un film in tedesco sottotitolato pensando che lei si annoiasse, ma in realtà la ragazza ne è entusiasta. Usciti dopo più di tre ore dal cinema, George gioca la carta "kebab" pensando che la ragazza non lo gradisse, ma così non è tanto che lei lo bacia. Intanto, Mitchell è uscito con Lucy la quale però rimane delusa visto che lui se ne va senza baciarla. Il giorno dopo, George senza accorgersene toglie la spia messa da Kemp interrompendo così tutti i collegamenti con la casa. Poco dopo, esce con Annie e va da Kirstie alla quale confessa di essere ancora innamorato della sua ex e di non poter continuare con lei. La ragazza, inizialmente dispiaciuta, chiama di nuovo Hugh al quale concede una seconda opportunità. Rientrato a casa, George riceve una chiamata da Nina la quale gli fa promettere di continuare a vivere la sua vita e superare la sua paura data dalla maledizione per poi dargli l'ultimo addio. Riagganciato il telefono, Nina ringrazia Kemp e dice alla dottoressa Jaggat di essere pronta: l'inquadratura si sposta sulla dottoressa che si rivela essere Lucy.

## Episodio 4
- Diretto da: Kenny Glenaan
- Scritto da: Jamie Mathieson

### Trama
La puntata si apre con un flashback della dottoressa Jaggat che mostra come Kemp l'abbia convinta a lavorare con lui contro il male.
Presente: Annie girovaga per la città all'alba, invisibile all'occhio umano. In un vicolo, vede una situazione strana e si avvicina. A terra c'è un uomo dal quale corpo si stacca lo spirito. Appare la porta dell'aldilà e l'uomo prova a spingere Annie dentro ma improvvisamente appare un altro spirito che riesce a chiudere la porta e a salvare Annie. La ragazza così chiede allo spirito, Sykes, di insegnarle come fare. Intanto a casa, George mostra i suoi nuovi propositi a Mitchell mostrandogli la sua nuova lista di cose da fare, dove per prima cosa vi è l'acquisto di una gabbia per la prossima trasformazione, avendo capito che quel singolo fatto di una notte non può bloccare la sua vita. Come secondo proposito, vi è quello di trovare un lavoro più appagante. Mitchell è felice ma preoccupato per l'amico. Intanto, con la sua nuova responsabilità, Mitchell si trova in difficoltà nel controllare tutti i vampiri e, a peggiorare le cose, interviene Ivan il quale però parlando, da una nuova idea a Mitchell: creare una sorta di associazione come gli alcolisti anonimi per aiutare a disintossicarsi dal sangue, al quale prendono parte diversi vampiri e, successivamente anche Ivan ne viene convinto. A casa, torna Annie con Sykes e lo presenta a George e Mitchell e, dopo aver parlato, decide di accettare e di insegnare come fare a chiudere la porta dell'aldilà. Il giorno dopo, Sykes si incontra con Annie e insieme cominciano la "lezione": Sykes insegna alla ragazza come vedere l'aura delle persone. George dopo aver acquistato la gabbia decide di passare al punto successivo della lista: un nuovo lavoro. Va allora in una scuola dove riceve il lavoro e conosce anche la segretaria. Mitchell invece, si fa coraggio e va a parlare con Lucy alla quale chiede di nuovo di uscire e lei accetta. Nei corridoi, Mitchell incontra George, il quale sprizzante gioia, comunica all'amico il nuovo lavoro. La sera è la fatidica notte della luna piena e George si è armato di tranquillanti e gabbia per cercare di "addomesticare il cane". Nina invece è messa in una sorta di camera iperbarica controllata da Kemp. Improvvisamente però comincia a sanguinare e impaurita chiede aiuto senza però che Kemp le dia ascolto. La situazione sta peggiorando quando però interviene la dottoressa Jaggat che fa abbassare la pressione e Nina si addormenta. La mattina seguente, George felicissimo porta un cd a Mitchell ed Annie, e insieme ammirano uno degli spettacoli più belli della natura: un lupo mannaro che dorme. George così, felicissimo per essere riuscito nel suo intento, va al lavoro dove gli alunni gli chiedono oltre alla grammatica, che vogliono conoscere anche le parolacce e così, George decide di insegnare loro anche le parolacce. A fine giornata lavorativa però, il nuovo insegnamento viene scoperto dal direttore della scuola e George viene rimproverato duramente. Intanto il gruppo di Mitchell fa progressi anche grazie all'intervento di Ivan, considerato una celebrità. Conclusa un'altra riunione però, Ivan confessa a Mitchell che non ce la fa a non bere e Mitchell cede, lasciando che l'amico si nutra mantenendo però la facciata di "disintossicato". A casa, Annie con l'aiuto di Skykes e George riesce anche ad assaporare i cibi. Poco dopo, arriva il momento dell'esame: ecco apparire la porta ed Annie vede di fronte ai suoi occhi la scena della sua morte e, il suo corpo le comincia a parlare tentando di spingerla a crollare e ad oltrepassare quella porta, toccando anche nel profondo di Skykes che perde il controllo. Però Annie e la sua forza di volontà sono più forti e riescono a chiudere la porta e a tenere tutto sotto controllo. Finito "l'esame" Annie e Sykes escono e il ragazzo si confida con lei dicendogli il motivo per il quale lui è ancora lì. Successivamente, George si fa coraggio ed invita a pranzo la segretaria notando però che comincia ad avere strani comportamenti che lo portano ad essere molto aggressivo e a dire molte parolacce in modo incontrollato tanto da arrivare ad aggredire il direttore della scuola che aveva provato nuovamente a rimproverarlo e ad umiliarlo. La segretaria, che George aveva provato a lasciare, dice però al ragazzo che gli piace e non le importa dei suoi comportamenti e che vuole continuare a frequentarsi. Intanto, la dottoressa Jaggat viene convocata da Kemp che le comunica della nuova riapertura delle onoranze funebri e che tutti i vampiri devono essere uccisi perché non hanno anima come i lupi mannari e non possono essere salvati. La sera, a casa, George ha paura per il suo comportamento incontrollato e, piangendo, si chiude nella gabbia nonostante non ci fosse la luna piena.

## Episodio 5
- Diretto da: Kenny Glenaan
- Scritto da: Tony Bagsgallop

### Trama
Londra 1969: Mitchell si risveglia in una camera dopo una notte folle: attorno a sé ci sono due corpi di ragazze dissanguate che evidentemente sono opera sua. Esce dalla stanza e vi trova Herrick il quale dice all'amico di ripulire tutto e di vedersi più tardi. Dopo aver sistemato, Mitchell sta per uscire quando però fa irruzione nel palazzo la polizia: per non farsi prendere Mitchell decide di nascondersi a casa della vicina. Presente: è notte quando tutti stanno dormendo. Improvvisamente bussano alla porta di Annie, George e Mitchell dei poliziotti e George si precipita ad aprire. I poliziotti fanno irruzione e prendono Mitchell che viene portato dal nuovo capo della polizia il quale comanda il ragazzo di uccidere un pedofilo da poco rilasciato. Ma Mitchell, essendo pulito, si rifiuta e se ne va. L'indomani, dopo essersi assicurato che Mitchell stesse bene, George va a casa da Sum dove conosce sua figlia, Molly, alla quale non piace e vede dove abita. I tre insieme vanno a scuola e George capisce che è veramente interessato alla donna. Intanto Annie è a casa da sola quando qualcuno bussa alla sua porta e, dopo aver capito che anche quello era un fantasma apre, e la donna le affida suo figlio (fantasma anche lui) per qualche ora. Si ha un nuovo flashback: Mitchell lega la vicina per non farla scappare o comunicare in qualche modo. La ragazza comincia a parlargli e capisce, dicendoglielo, che lui in realtà non vuole uccidere. Presente: Mitchell sta andando al lavoro e incontra Lucy, la quale conferma il loro appuntamento per la sera stessa. Svoltato l'angolo, Lucy incontra Kemp il quale le dice che è troppo coinvolta e che non deve perdere di vista il suo obiettivo e, a casa, le dà un paletto con il quale dovrà uccidere Mitchell. George torna a casa e trova Annie con il bambino. I due cominciano a parlare e capiscono che la loro vita non potrà più essere normale con una vera famiglia. Un nuovo flashback: la ragazza riesce a liberarsi e scappa. Mentre fugge per le scale incontra un poliziotto, che in realtà si rivela essere Herrick che la porta nuovamente in casa e questa volta Mitchell la lega in camera sua dove la ragazza gli chiede se la ucciderà lui e non Herrick. Presente: anche Mitchell rientra e tutti e tre si trovano a giocare con il bambino. Successivamente George va di nuovo da Sum e ancora non riesce a far colpo sulla bambina. Annie esce con il bambino e comincia ad affezionarsi sempre di più. La sera, Mitchell ed Anni stanno giocando con il bambino quando George comunica loro che chiederà a Sum e Molly di andare a vivere con lui. La notizia rende felice Annie ma trova un Mitchell molto contrariato, tanto che George deciderà di andarsene da casa. George va da Sum alla quale chiede di andare a vivere insieme e di comprare quindi una casa per loro tre e la donna, inizialmente senza parole, è felice della proposta appena ricevuta. Mitchell per calmarsi, va all'agenzia di pompe funebri dove trova ad aspettarlo il capo della polizia. Quest'ultimo comincia a trattare Mitchell come se fosse un animale tanto da portarlo ad ucciderlo. Mitchell corre a casa di Lucy, alla quale confessa di essere un vampiro. La donna, dopo le suppliche di Mitchell accetta di aiutarlo. Nuovo flashback: Mitchell parla con la ragazza e dopo va da Herrick e i due riescono ad andarsene. Qualche giorno dopo Mitchell torna a casa della ragazza e le chiede aiuto. La ragazza finalmente gli dice di chiamarsi Josie ed accetta di aiutarlo. Ora la scena è un alternarsi di flashback e presente che vede da un lato Mitchell e Josie e dall'altro Mitchell e Lucy che stanno facendo l'amore. Mentre Mitchell dorme, Lucy va a prendere il suo paletto e tenta di ucciderlo, ma non ci riesce.

## Episodio 6
- Diretto da: Charles Martin
- Scritto da: Lisa McGee

### Trama
Londra 1972: Un parroco, finita la messa torna a casa dove trova sua moglie e sua figlia completamente dissanguate dai vampiri. Si scopre poi che quel parroco è Kemp. Presente: Lucy si risveglia accanto a Mitchell e dopo essersi salutati lei si dirige in chiesa dove chiede perdono per i suoi peccati e viene rimproverata da Kemp per non aver adempiuto al suo compito mentre Mitchell torna a casa dove racconta della sua storia con Lucy. Intanto George comunica che andrà a vedere una casa con Sum trovando però Annie molto contrariata. George va con Sum e insieme trovano una casa che decidono di comprare. Mentre camminano insieme, Sum chiede a George di accompagnarla al ricevimento dei maestri di Molly, ma lui è costretto a mentire a causa della luna piena prevista proprio per quel giorno. Poco dopo, Molly comunica a George di aver scoperto la sua bugia. Annie, arrabbiata con George e Mitchell, esce di casa e si dirige in un teatro dove si esibisce un sensitivo. Entrata, capisce che quell'uomo mente e lì vi incontra altri spiriti. Dopo aver parlato con l'uomo, decide di aiutarlo facendo da tramite per salvare le anime dei fantasmi, tanto da convincere il sensitivo a chiederle di andare in tournée con lui. Nel mentre, Mitchell incontra Lucy alla quale dice che può salvarsi con il suo aiuto e che lascerà gli altri e che glielo comunicherà la sera seguente. Finita la conversazione, Lucy chiama Kemp per comunicargli il luogo del raduno. Mitchell per organizzare l'incontro chiama Ivan il quale lo aiuta a spargere la voce. Poco dopo, Ivan viene invitato ad uscire dalle pompe funebri per una sospetta fuga di gas. Intanto Annie è al teatro dove vede sua madre. Decide di comunicare con lei e visto il dolore che prova, le mostra la sua presenza e la convince a ricominciare a vivere. È sera: George è a casa con Sum dove improvvisamente sentono urlare Molly: la bambina ha avuto degli incubi strani su George. Annie è al teatro e dice al sensitivo di non poter andare in tournée con lui e aggiunge che è giunta l'ora di andare. Mitchell si prepara ad andare all'appuntamento, e parallelamente Lucy è con Kemp in attesa di dare il via. Arrivano tutti all'agenzia di pompe funebri: Mitchell comunica ad Ivan la sua decisione. Insieme i due escono dalla stanza per parlare con il resto dei vampiri e, contemporaneamente Lucy dà il via. Ivan vede una bomba sotto il pavimento e urla ma non fa in tempo: la bomba esplode. Lucy e Kemp continuano con le loro preghiere mentre Ivan giace a terra dopo l'esplosione.

## Episodio 7
- Diretto da: Charles Martin
- Scritto da: Toby Whithouse

### Trama
Londra 1941: mentre fuori la guerra sta distruggendo tutto, Ivan si ritrova in una stanza al sicuro a parlare con una ragazza. Alla fine della discussione tra i due Ivan invita la ragazza ad unirsi a lui chiamandola per nome: è Daisy.
Presente: mentre George è a casa con Sum la quale continua a chiedergli di andare con lei alla riunione con i genitori, arriva a casa da Annie Nina la quale rimane sorpresa nel non trovare George e a scoprire che quest'ultimo ha cominciato una nuova vita. Mentre al telegiornale i reportage non fanno altro che dare la notizia dell'esplosione che ha coinvolto le pompe funebri, Mitchell che è riuscito a salvarsi solo grazie ad Ivan, torna sul luogo dove incontra Daisy alla quale confessa che i suoi sospetti ricadono sulla polizia trovando però la ragazza in disaccordo. A casa intanto, torna George e incontra Nina la quale gli racconta dei suoi ultimi due mesi passati in laboratorio e lo convince ad incontrarsi con Kemp il quale potrebbe aiutarli. Il pomeriggio avviene l'incontro dal quale George non riesce a trarre benefici ed infuriato per il tempo perso se ne va. A casa rimane però Kemp che viene contattato da Annie mediante un foglietto nel quale la ragazza chiede il suo aiuto. George, tornato da Sum le dice che andrà con lei e Molly e le chiede inoltre di sposarsi. Intanto, Mitchell per capire chi ha organizzato l'attentato alle pompe funebri si reca con Daisy da Stephen, il coroner. Qui Mitchell scopre che non solo non è stata la polizia ma anche che a causare tutto c'è la dottoressa Lucy. Alla notizia, su tutte le storie visto anche che la donna è sparita, Mitchell va su tutte le furie e uccide il coroner decidendo di unirsi a Daisy nella sua vendetta. I due più infuriati che mai bloccano una metropolitana per poi compiere un vero e proprio massacro. Poco dopo si ritrovano a letto insieme a discutere su come trovare Lucy e Mitchell conviene che uccideranno tutti fino a che non la troveranno. Intanto a casa Annie incontra Kemp con un sensitivo il quale riesce a parlare e comunicare con lei. Kemp inizia con il suo esorcismo che però non porta a nulla ed Annie gli dice che è necessaria una porta affinché lei possa oltrepassare. Durante tutto ciò, George è a scuola e nonostante siano solo le sette comincia ad avere i primi sintomi. Mentre si trova di fronte ad una maestra a parlare con lei, la trasformazione si fa sempre più vicina e George, dopo un attacco d'ira scopre che l'orario è cambiato e che in realtà sarebbero le otto. Sconvolto, George fugge mentre la sua trasformazione sta per avvenire: mentre corre però sul suo cammino incontra Molly. Arrivato a casa, George viene aiutato da Annie a entrare nella gabbia e la ragazza capisce che non può andarsere perché deve aiutare l'amico. L'indomani, George torna a casa da Sum per chiederle scusa e la donna, perdonandolo, gli chiede di parlare con Molly. La bambina però non appena lo vede comincia a urlare, terrorizzata. A questo punto, George lascia Sum perché capisce che lui non può avere una vita normale. A casa, Mitchell ha uno strano comportamento e tenta di baciare Annie che viene salvata solo dall'arrivo di George. Il ragazzo ha deciso di unirsi a Nina nel laboratorio. Prima di andarsene George saluta Mitchell e capisce che l'amico ha qualcosa che non va e gli confessa che rimarrà per sempre suo amico e che ora sta andando in laboratorio dove Kemp e la dottoressa Jaggat potrebbero aiutarlo. Salutati gli amici, Mitchell si reca nella cappella dell'ospedale per sapere dove si trovi Lucy e qui il parroco non gli dice niente, solo che deve lasciare in pace Lucy Jaggat. Proprio in quel momento, George ed Annie arrivano ai laboratori dove Lucy si presenta ai due.

## Episodio 8
- Diretto da: Charles Martin
- Scritto da: Toby Whithouse

### Trama
George si trova con Nina ed Annie nei laboratori dove vi sono, oltre a Kemp e Lucy, anche dei giovani credenti che pensano che quello che stanno facendo è per salvare le anime dei ragazzi. George ed Annie capiscono che quella Lucy, è la Lucy di Mitchell e George e la donna cominciano a parlare e lei confessa che tutto ciò che ha fatto era per arrivare a George. Il ragazzo ha un brutto presentimento sull'amico e decide di uscire per cercarlo ma viene bloccato da Nina. Decide così di chiamarlo e, nella segreteria telefonica trova un messaggio lasciato da Annie nel quale li saluta dicendo loro che vuole abbandonare questa realtà che la trattiene. Intanto nel laboratorio avvengono strane morti e Lucy sospetta che dietro tutto ci sia Mitchell. Per evitare che il vampiro incontri i suoi amici, George e Nina vengono rinchiusi in una stanza mentre Annie è con il suo amico sensitivo. Prima di essere rinchiusi, George va da Annie e le dice di non fare stupidaggini perché lui sarà sempre con lei, convincendo così la ragazza a rimanere sulla Terra. Mentre Nina è con George nella stanza, i due notano un messaggio sulla parete e quando George va a leggerlo scopre che fu Tully a lasciarglielo e che lo avverte che tutti i licantropi vengono uccisi. I due così fuggono. Intanto, Lucy che pensa di essersi messa al sicuro, incontra Mitchell il quale gli confessa la sua ira e la sua rabbia, tutto sotto gli occhi di Kemp. Proprio mentre i due stanno parlando, il parroco corre da Annie e le dice che è giunto il momento. La ragazza allora gli comunica, tramite il sensitivo, che non vuole lasciare la terra ma Kemp, deciso nel suo intento, uccide il sensitivo. Tutto ciò, avviene sotto gli occhi di George ed Annie che, fuggiti, sono arrivati alla sala di controllo dove ci sono i televisori collegati alle telecamere. Tramite questi vedono sia Lucy con Mitchell, che Kemp con Annie. Proprio Annie, spaventata dal comportamento di Kemp rimane pietrificata e, mentre Kemp continua con il suo esorcismo, sotto gli occhi impotenti di George, Annie viene attirata dalla porta e, tra le sue urla, viene presa e rinchiusa. Proprio in quell'istante, mentre Mitchell sta per uccidere Lucy, viene colpito da fitte fortissime che lo bloccano e costringono a fuggire. George e Nina stanno fuggendo quando però George decide di tornare indietro a cercare Mitchell che sta per uccidere Kemp per quello che ha fatto ad Annie. Arriva George e riesce a bloccare l'amico, facendolo tornare in sé. Tre settimane dopo: Nina, George e Mitchell si sono rifugiati in una sperduta casa di campagna. Nella disperazione generale, si presenta qui Lucy che implora il perdono di Mitchell e degli altri. Mitchell, stranamente le dà fiducia mentre Nina vorrebbe ucciderla per quello che ha fatto credere loro e per vendicare Annie. La notte, mentre la donna viene accolta in casa, Nina sente dei rumori e scende al piano di sotto dove trova la stessa Lucy in piedi, di fuori. La donna comanda a Nina di fuggire ma non fa in tempo a finire la frase: alle sue spalle appare improvvisamente Kemp, che la uccide con un paletto. Nina allora urla svegliando così George e Mitchell. Ora sono tutti e tre giù e Lucy chiede perdono a Mitchell e di essere lasciata lì a morire. Mentre sembra la fine per i tre ragazzi, appare improvvisamente una porta dalla quale esce Annie che porta con sé Kemp, salvando così gli amici. Felici e sconvolti per quello che è successo, Nina, George e Mitchell rientrano in casa dove improvvisamente si accende un televisore rotto nella quale appare Annie. Visibilmente sconvolta, la ragazza parla con gli amici e tra le lacrime dei tre, chiede loro di non dimenticarla, mai. Conclusa la conversazione, Mitchell dice a George che da quel momento in poi, nel ricordo dell'amica, non faranno più del male. La scena si sposta in un campo innevato dove Daisy, assieme ad un altro vampiro, stanno per morire dissanguate con l'intento di riportare in vita qualcuno. Proprio mentre Daisy sta per crollare, risorge dalla terra un vampiro: è William Herrick.